# イントゥルーダー
『イントゥルーダー』は、高嶋哲夫による日本の小説。
25年ぶりに不意に電話をしてきた恋人から、自分に息子がいて交通事故に遭って重体であることを知らされる。これ以降、様々なことが自分の日常生活に侵入してきて、息子の交通事故が原発建設に絡まるハイテク犯罪に巻き込まれていく。
1999年、サントリーミステリー大賞読者賞を受賞し、同年、テレビドラマ化された。
2002年3月10日に文春文庫にて文庫化。2022年1月4日に、『イントゥルーダー 真夜中の侵入者』と改題の上、文庫化された。

## 登場人物
羽嶋浩司
「東洋電子工業」副社長兼研究開発部部長。
松永慎司
「ユニックス」ソフト開発部副主任。羽嶋浩司と松永奈津子の息子。1973年12月1日生まれ。
松永奈津子
羽嶋浩司がかつて一緒に暮らした女。
羽嶋裕子
羽嶋浩司の妻。障害者のボランティアをしている。
羽嶋明美
羽嶋浩司と羽嶋裕子の娘。高校3年生。
大森良雄
「東洋電子工業」社長。羽嶋浩司と一緒に起業して、成功した経営者。妻や子どもなどの家族はいない。
長谷川
「東洋電子工業」研究開発部エンジニア。羽嶋浩司の部下。
相田
「東洋電子工業」第二研究室主任研究員。
中村
「東洋電子工業」顧問弁護士。
名取裕幸
警察官。
藤田
警察官。
青山俊夫
「ユニックス」ソフト開発部副主任。松永慎司の上司。
宮園理英子
松永慎司のガールフレンド。松永慎司とは仕事で知りあった。
富山
都立高校数学教師。松永慎司の大学時代からの友達。
木村
商社員。松永慎司の大学時代からの友達。
小池雅恵
建設会社コンピューターオペレーター。松永慎司の大学時代からの友達。
中西
「ユニックス」代表。
磯村
新潟工科大学教授。
堀田
新潟工科大学助教授。
笹山
日の出町の民宿の女主人。
結城
日の出原子力発電所建設反対の運動家。
山辺俊介
関東電力原子力事業部主任研究員。
進藤英治
関東電力会長。
辻堂真一郎
通産大臣。

## 既刊一覧
- 単行本 
  - 1999年発行、ISBN 978-4163185101
- 文庫本〈文春文庫〉
  - 2002年発行、 ISBN 4-16-765627-2
  - 「イントゥルーダー 真夜中の侵入者」2022年1月4日発行、ISBN 978-4-16-791815-6

## テレビドラマ
1999年12月4日、テレビ朝日「サントリーミステリー大賞スペシャル」でテレビドラマ化された。

### キャスト
- 羽嶋浩司：陣内孝則
- 宮園理英子：松下由樹
- 松永奈津子：秋吉久美子
- 羽嶋明美：内山理名
- 名取警部補：古尾谷雅人
- 藤田刑事：勝村政信
- 大森良雄：永島敏行
- 羽嶋裕子：手塚理美
- 進藤英治：竜雷太
- 結城武：根津甚八
- 松重豊
- 渡辺由紀
- 阿部サダヲ
- 田中要次
- 森下能幸
- 津田寛治
- 岡本麗
- あいはら友子
- 佐々木勝彦

### スタッフ
- 原作：高嶋哲夫
- 脚本：森下直
- プロデューサー：霜田一寿、深沢義啓、岩田潤、森山浩一
- 監督：小田切正明
- 助監督：大草郁夫
- 制作：ザ・ワークス、ABC